# 轮叶戟
轮叶戟（学名：Lasiococca comberi var. pseudoverticillata）为大戟科轮叶戟属下的一个变种。